# Indra Devi
Indra Devi (letton : Eiženija Pētersone, russe : Евгения Васильевна Петерсон, née Eugénie Peterson le 12 mai 1899 à Riga (Livonie, Empire russe) et décédée le 25 avril 2002 à Buenos Aires (Argentine), était une ancienne disciple de Sri Krishnamacharia, devenue elle-même une célèbre enseignante de yoga. Elle a également joué dans quelques films hindi. 
 

## Biographie

### Enfance et études
Eugénie Peterson est la fille de Vassili Peterson, un  suédois directeur de banque et d'Alejandra Labunskaia, une aristocrate russe. Enfant, elle suit des cours d'art dramatique à Moscou. 

### Exil et découverte de la culture indienne

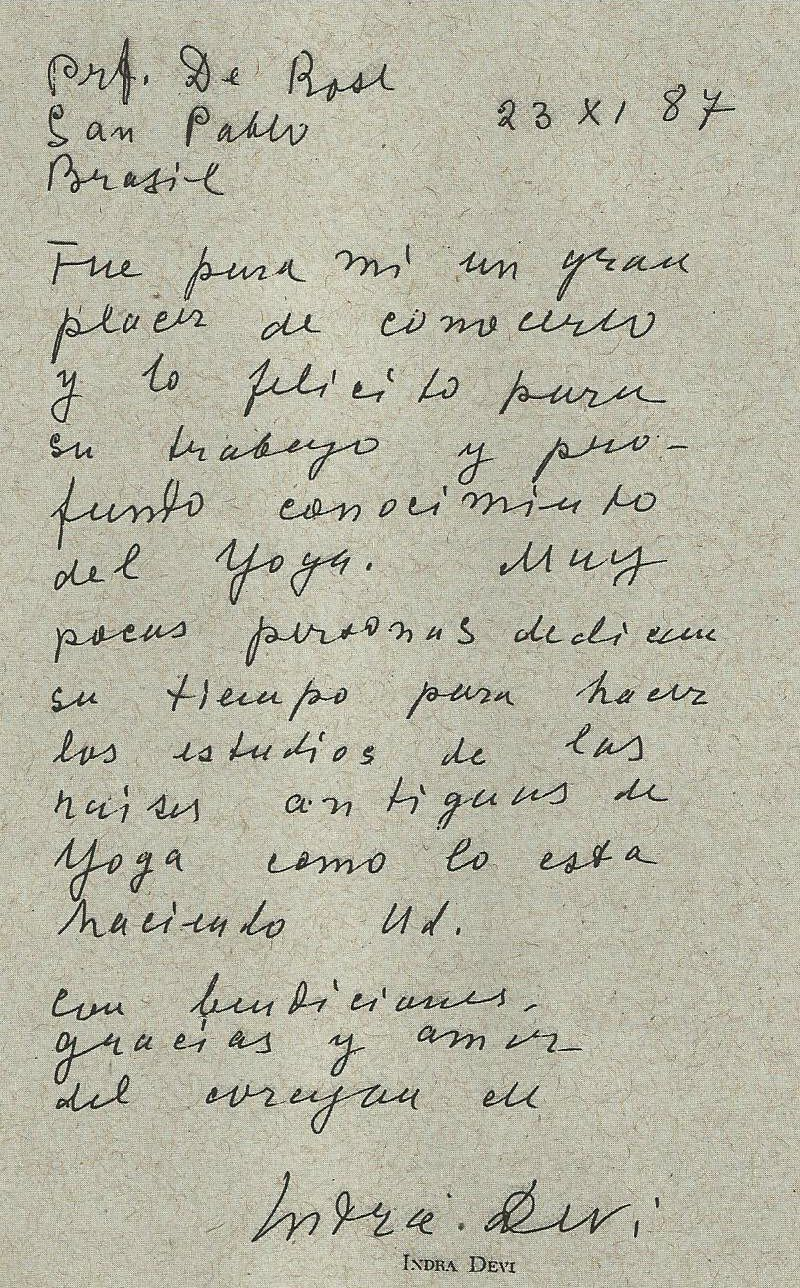
Lettre manuscrite d'Indra Devi.

Lors de la Révolution d'Octobre de 1917, qui voit le renversement de l'Empire russe par les bolcheviks menés par Lénine, elle s'exile avec sa mère, comme nombre d'aristocrate russes. Réfugiée à Berlin, elle devient actrice et danseuse. Sa fascination pour l'Inde commence dès l'âge de 15 ans, à la lecture d'un livre écrit par le poète-philosophe Rabindranath Tagore et plus tard à travers les livres de yoga. 
En 1927, elle s'embarque pour l'Inde. Arrivée, elle cache ses racines nordiques en prenant nom de scène à consonance hindi : Indra Devi (en utilisant « dev », en  hindi la racine du mot « Dieu »). Elle tourne dans quelques films indiens. 
En 1930, elle épouse Jan Strakaty, attaché commercial auprès du consulat de Tchécoslovaquie à Bombay.
 
Dans les années 1960 et 1970, Indra Devi est très présente à Los Angeles et à Mexico, et devient très proche de Bhagawan Sri Sathya Sai Baba. En 1982, elle déménage en Argentine.

### Yoga
En 1987, elle est élue présidente d'honneur de la Fédération Internationale de Yoga et de l'Union latino-américaine du yoga dans le cadre de la présidence de Swami Maitreyananda à Montevideo, en Uruguay.